# プレックス
株式会社プレックスは、東京都台東区に本店を置くバンダイナムコグループ傘下の企業。

## 事業内容
- キャラクター玩具の企画・デザイン制作

## 沿革
- 1981年（昭和56年）4月7日 - 「株式会社ポピー」の玩具企画・デザイン制作専従メーカーとして「株式会社ポピー企画室」を設立。
- 1985年（昭和60年）6月 - 親会社のポピー（旧ポピー）がバンダイと統合したため、「株式会社スタジオ・プレックス」に商号変更[1]。
- 1990年（平成2年）8月 - 「株式会社プレックス」に商号変更[1]。
- 2007年（平成19年）3月1日 -  バンダイナムコグループの再編の一環として「株式会社ポピー」（新ポピー）と合併。
- 2019年（平成31年）4月1日 -   元ウィズの所属だった横井昭裕が代表取締役会長から就任することに伴い、株式会社ウィズと合併。

## 主な業務
- キャラクター&メカニックのデザインと立体模型の制作
  - ウルトラシリーズ、スーパー戦隊シリーズ、平成仮面ライダーシリーズ、メタルヒーローシリーズ、マシンロボ、ガンダムシリーズ、プリキュアシリーズ、ふしぎ星の☆ふたご姫、FNS地球特捜隊ダイバスターなど
- ウィズから移管
  - たまごっち
  - デジタルモンスター
- 廉価版玩具、ファンシー雑貨などの企画・販売 - ポピー（旧：ユタカ）からの引き継ぎ

## 事業所
本店
東京都台東区駒形2-5-4 バンダイ第2ビル7F
香港支店
香港金鐘道95號 統一中心2902室（2013年3月末閉鎖）